# Loncoleche-Calo
Loncoleche-Calo es una empresa chilena fabricante de productos lácteos. Bajo las marcas Loncoleche y Calo, la empresa produce y comercializa yogur, leche líquida, postres, mantequilla y manjar. El lema de Loncoleche es «Te hace bien». Es propiedad total del holding Watt's.

## Historia
La sociedad se constituyó el 20 de diciembre de 1963. Desde sus inicios, Loncoleche estuvo destinada a participar en el mercado de los alimentos lácteos, por la Cooperativa Agrícola y Lechera de Osorno Ltda. (Calo). El nombre de Loncoleche es un juego de palabras entre la comuna de Loncoche y leche, lugar donde se encontraba su fábrica, que dejó de operar en 2005.
En 1981, la sociedad Watt's S.A. adquiere a la Cooperativa Agrícola y Lechera de Osorno, esto permitió consolidar su participación en el mercado lácteo chileno y convertirse en una de las principales empresas del rubro en el país. Ya a fines de 1996, Loncoleche se une operativamente con Watt's S.A. Actualmente, tanto Loncoleche como Calo son marcas registradas comercializadas por Watt's S.A.
Hoy en día produce leches blancas, leches sin lactosa, leches saborizadas, leches individuales, leches en polvo, cremas, mantequillas, quesos, yogures, leches cultivadas, probióticos, bebidas lácteas y manjar. A lo largo de los años, la sociedad ha ampliado su gama de productos hacia derivados de frutas y pulpas, aprovechando las sinergias tecnológicas.